# Trzeciak (Münze)

Trzeciak: Georg Friedrich I., Herzogtum Preussen, 1593

Trzeciak ("Dreier", lateinisch ternarius) ist eine ab Ende des 14. Jahrhunderts (Władysław II. Jagiełło) geprägte polnische Silbermünze im Wert von 3 Denaren. Der Münztyp wurde bis zum 17. Jahrhundert (Sigismund III. Wasa) geprägt. (In Schlesien letzte Emission von Kupfermünze mit dieser Name (wert drei Heller) fand 1809 (Friedrich Wilhelm III.) in einer Münzprägeanstalt in Breslau statt.)

## Bibliografie
- Adam Dylewski, Od denara do złotego. Dzieje pieniądza w Polsce., Warszawa 2012.